# Samsung Galaxy Ace
Samsung Galaxy Ace (номер моделі GT-S5830) — смартфон компанії Samsung Electronics, який у 2011 році вийшов на мобільний ринок. Пристрій покликаний розвинути успіх смартфона Samsung Galaxy S, що був взятий за основу при створенні Galaxy Ace. Комунікатор працює на базі операційної системи Android 2.2 Froyo. Існує можливість оновлення до версії 2.3.6. Gingerbread.

## Зовнішній вигляд
Samsung Galaxy Ace — моноблок із заокругленими кутами та блискучим срібним обідком. Задня кришка має шершаве текстурне покриття. В ній же знаходиться отвір для динаміка і 5-мегапіксельної камери зі спалахом. На ребрах телефону – регулятор гучності типу "гойдалка" та клавіша блокування дисплея.

## Дисплей
Смартфон оснащений TFT-LCD-дисплеєм 3.5 дюйма. Роздільна здатність – HVGA (320 x 480 точок). Дозволяє переглядати фотографії та відео високої якості. 

## Камера
В телефоні встановлено 5-мегапіксельну камеру з автофокусом та максимальною роздільною здатністю 2560х1920 пікселів. При зйомці відеороликів максимальна роздільна здатність становить 640х480 пікселів. Під камерою розташований LED-спалах, який вмикається в залежності від якості освітлення. Режими камери: покадровий, безперервний, панорамний, розпізнавання усмішки.

## Програмна та апаратна інформація
Смартфон оснащений процесором MSM7227-1 Turbo з тактовою частотою 800 МГц. Доступне розширення пам'яті карткою MicroSD до 32 Гігабайт (у комплекті поставляється 2-гігабайтова картка). Як і на більшості смартфонах від Samsung, тут встановлено інтерфейс TouchWiz 3.0. Виробник також додав Swype для прискореного вводу тексту (не потрібно натискати на окремі кнопки, лише провести пальцем від літери до літери, щоб ввести текст повідомлення). В телефоні також є GPS навігатор та Wi-fi, стереофонічне FM-радіо з підтримкою RDS, диктофон. Опція Think Free дозволяє переглядати, редагувати та створювати документи Word, Excel та PowerPoint безпосередньо на смартфоні. Samsung Galaxy Ace також має інтерфейси Bluetooth 2.1 та USB 2.0.  

## Інші смартфони Samsung
Samsung Galaxy Fit

Samsung Galaxy Gio

Samsung Galaxy Mini

Samsung Galaxy S

Samsung Galaxy S II

Samsung Wave

## Огляд смартфона
- http://keddr.com/2011/03/obzor-samsung-galaxy-ace/ [Архівовано 13 вересня 2013 у Wayback Machine.] - огляд Samsung Galaxy Ace.
- http://www.youtube.com/watch?v=s0kh8GKDwO0 [Архівовано 11 серпня 2012 у Wayback Machine.] – відеоогляд смартфона.
- http://www.mobiset.ru/articles/text/?id=5440 [Архівовано 9 серпня 2013 у Wayback Machine.] – Samsung Galaxy Ace – туз у колоді Android-фонів.
- http://itc.ua/articles/obzor_samsung_s5830_galaxy_ace_52828/ [Архівовано 19 серпня 2013 у Wayback Machine.] – Огляд Samsung Galaxy Ace
- http://downloadcenter.samsung.com/content/UM/201106/20110628133954697/GT-S5830_UM_Open_Gingerbread_Ukr_Rev.1.0_110628.pdf - інструкція користувача